# Sint-Goriks-Oudenhove
Sint-Goriks-Oudenhove är en ort i Belgien.   Den ligger i provinsen Östflandern och regionen Flandern, i den centrala delen av landet, 40 km väster om huvudstaden Bryssel. Sint-Goriks-Oudenhove ligger 67 meter över havet och antalet invånare är 974.
Terrängen runt Sint-Goriks-Oudenhove är platt. Runt Sint-Goriks-Oudenhove är det tätbefolkat, med 383 invånare per kvadratkilometer.. Närmaste större samhälle är Aalst, 19,8 km nordost om Sint-Goriks-Oudenhove. 
Omgivningarna runt Sint-Goriks-Oudenhove är en mosaik av jordbruksmark och naturlig växtlighet.